# Zwiefacher
Les Zwiefachen (prononcé en allemand : [ˈtsviːfaxɐn]) constituent une famille de danses de couple traditionnelles du sud de l'Allemagne. Elles sont caractérisées par une alternance irrégulière de pas de valse et de pas de dreher (de). C'est une danse  fluide où les danseurs tournent sur place, en toupie avec des variations de vitesse.  

## Géographie
Apparues en Basse-Bavière ou Bohême (suivant les sources), elles sont également dansées en Bohême et Moravie (Kuhländchen), Franconie (et la frontière vers la Thuringe), Haut-Palatinat, Autriche, Forêt-Noire, Alsace et Palatinat, et de la Souabe. Actuellement, c'est surtout en Basse-Bavière, Franconie et Haut-Palatinat que l'on trouvera des bals de zwiefache.

## Historique
Des musiques pouvant être dansées en Zwiefache ont été écrites dès le XVIe siècle, mais l'air de la Nagelschmied (1740) constitue la première documentation de zwiefache dansée. Ces origines sont encore incertaines à savoir si la danse est venue en Allemagne via les immigrants de Bohême, ou en Bohême - où elle est appelée 'Bavorak' c'est-à-dire 'bavaroise' - via des colons allemands. Ce qui est certain c'est que la fertilisation croisée a eu lieu.  La période de plus grande popularité a probablement eu lieu avant le XIXe siècle.

## Étymologie
Le premier usage documenté du mot Zwiefach date de 1780. 
Le mot «Zwiefacher» découle du préfixe «zwie-» qui implique la dualité: une entité avec deux aspects, par opposition à «zwei'- tswi- (deux), ce qui signifie deux entités distinctes qui se ressemblent.
'Deux manières' évoque les deux pas (valse et dreher) composant la danse mais serait plus probablement lié à la position enlacée - autrefois immorale - du couple de danseurs. 
Il est possible de voir le mot écrit comme 'Zwiefacher', 'Zwiefache' ou 'Zwiefachen'. Cela est dû aux terminaisons Allemandes déterminées par le contexte grammatical.
Suivant les zones géographiques elles peuvent porter d'autre dénominations 'Heuberger' dans la Forêt Noire, Bayrischer, 'Schweinauer, Schleifer, Übern Fuaß, Mischlich, Grad und Ungrad...

## Danse
Le couple tourne rapidement, en position resserrée - le cavalier ayant les mains dans le dos de sa partenaire et la cavalière les mains sur les épaules de son partenaire - sans déplacement et sur un espace réduit.
Les nombreuses structures possibles sont constituées de pas de valses (sur 3 temps) et de dreher (sur deux temps). 
Les pas de dreher sont des pas marchés permettant d'accélérer la rotation.  
Il semble qu’en Bavière on danse plutôt sur place tandis qu’au Palatinat ou en Autriche on avance beaucoup plus en dansant. Sur l’extérieur de la piste on trouve les bons danseurs, à l’intérieur les débutants. Dès qu’ils veulent avancer, tous les danseurs circulent en sens inverse des aiguilles d’une montre.  

## Musique
Il existe des notations de structure où les valses sont représentées par les lettres 'W' pour waltz et "D" pour dreher:  
Exemple pour l'air du Schaufelstiel:
|: W W D D W W D D :|
|: D D D D D D D D :|
Des paroles permettent d'assimiler la structure musicale et chorégraphique.
Exemple pour l'air du Schaufelstiel:
|: Schaufelstiel, Schaufelstiel, brich net, brich net, Schaufelstiel, Schaufelstiel, brich net, o! :|
|: brich net, brich net, brich net, brich net, brich net, brich net, brich net, o! :|
On peut trouver des paroles différentes associées à de même musiques, ce qui crée parfois des ambiguïtés quant au noms des thèmes musicaux.

## Variantes
- Le Porcher est la seule danse Alsacienne de la famille des zwiefache. En plus des pas de drehers et de valses, elle comporte des pas de Scottish (S).

Notation: |: S S W W :| |: D D D D W W  D D D D W W :|
- La Furiant une danse Bohémienne rapide et fougueuse décomposable en trois drehers et deux valses, avec des accents changeants fréquemment. Elle a été souvent utilisée par les compositeurs tchèques tels que Antonín Dvořák dans la huitième danse de ses Danses slaves et dans sa 6e Symphonie, et par Bedřich Smetana.

Notation: |: D D D W W :|   elle peut donc être pensé en 12/4 (2/4 +2/4 + 2/4 + 3/4 +3/4).

## Sources
- 'Die Zwiefachen....taktwechselnde Tänze' Burkhard, L; Barenreiter Verlag, Kassel 1961
- 'Die Zwiefachen' Hoerburger, Felix Laaber Verlag, 1956
- 'Spinnradl-Unser Tanzbuch' Schützenberger, E.; Derschmitt, H. Vol. 1, 2, 3,  Verlag Joseph Preissler, 1974
- '50 Schuhplattler und Volkstänze' Gierl, Franz, München, 1925
- Niederbayerische Volkstänze Seidl, Hans Verlag Max Hieber, München, 1958

- "Zwiefache, 77 Taktwechseltänze aus Bayern, Franken, Schwaben, der Pfalz und dem Elsass", Corina Oosterveen und Ute Walther (Deutsch, Français, English), Fidula Verlag, 2002
- 'Schuhplattler von A bis Z´, Penzkoffer, Max Joseph Preissler Verlag, 1955
- 'Sänger und Musikanten- Zeitschrift für Musikalische Volkskultur'